# دشمن (فیلم ۲۰۲۳)
دشمن (انگلیسی: Foe) فیلم دلهره‌آور روان‌شناختی علمی تخیلی محصول ۲۰۲۳ به کارگردانی گارث دیویس است که از فیلمنامهٔ او با همکاری آیین رید نوشته شده‌است. این فیلم بر اساس رمانی به همین نام اثر رید است که در سال ۲۰۱۸ چاپ شد. در این فیلم سرشه رونان، پل مسکال و آرون پیر ایفای نقش می‌کنند.
این فیلم در ۳۰ سپتامبر ۲۰۲۳ جشنواره فیلم نیویورک ۲۰۲۳ نمایش داده شد. این فیلم در ایالات متحده به‌وسیلهٔ آمازون استودیوز در ۶ اکتبر ۲۰۲۳ و در استرالیا توسط ترنسمشن فلمز در ۲ نوامبر اکران شد. نقدهای واردشده به این فیلم عموماً منفی بود.

## داستان
یک غریبه به مزرعهٔ زندگی زوج متأهل می‌رسد و به شوهر اطلاع می‌دهد که به یک ایستگاه فضایی بزرگ فرستاده می‌شود و همسرش در جمع ربات‌ها رها می‌شود. بعد از این اتفاق زندگی آن‌ها زیر و رو می‌شود.

## بازیگران
- سرشه رونان در نقش هنریتا
- پل مسکال در نقش جونیور، شوهر هنریتا
- آرون پیر در نقش ترنس

## تولید
در ژوئن ۲۰۲۱ اعلام شد که گارث دیویس علاوه بر نویسندگی مشترک با نویسندهٔ رمان، ایین رید، کارگردانی این فیلم را نیز بر عهده خواهد داشت. سرشه رونان، پل مسکال و کیت استنفیلد به عنوان بازیگر معرفی شدند. در اکتبر، آرون پیر جایگزینِ استنفیلد شد.
فیلمبرداری در ژانویهٔ ۲۰۲۲ در ملبورن آغاز شد و در آوریل ۲۰۲۲ در استرالیای جنوبی به پایان رسید.

## انتشار
آمازون استودیوز در ژوئیهٔ ۲۰۲۱ برای حق توزیع وارد مذاکره شد. در ۱۵ اوت ۲۰۲۳ مشخص شد که این فیلم توسط آمازون استودیوز در ۶ اکتبر ۲۰۲۳ در ایالات متحده منتشر خواهد شد. در همان زمان نخستین تصویر از این فیلم منتشر شد.
در ۱۷ اوت ۲۰۲۳ اعلام شد که این فیلم در جشنواره فیلم نیویورک ۲۰۲۳ به‌عنوان بخشی از مراسم اسپوت‌لایت نمایش داده خواهد شد. این فیلم همچنین قرار بود در ۱۹ اکتبر توسط ترنسمشن فلمز در استرالیا اکران شود اما تا ۲ نوامبر به تعویق افتاد.

## بازخورد
در وبگاه جمع‌آوری نقد راتن تومیتوز، ٪۱۷ از ۴۶ بررسی منتقدان مثبت است و میانگینِ امتیاز آن ۴٫۵/۱۰ است. اجماع این وبگاه چنین می‌نویسد: «پل مسکال و سرشه رونان هرچه دارند در این راه صرف می‌کنند، اما تأثیر آن‌ها در نهایت به‌وسیلهٔ تجملات علمی تخیلی ناخوشایند و تلاش‌های پرزحمت دشمن برای ایجاد هیجانات روان‌شناختی، خنثی می‌شود.» این فیلم در متاکریتیک که از میانگین وزنی استفاده می‌کند، بر اساس نظر ۲۲ منتقدین امتیاز ۴۰ از ۱۰۰ را کسب کرده که نشان‌گر «نقدهای مختلط یا متوسط» است.